# Janine Jungfels
Janine Jungfels, née le 6 octobre 1988, est une trialiste VTT professionnelle australienne.

## Palmarès

### Championnat du monde de VTT trial
- 2013 Pietermaritzburg
  -  Médaillée de bronze du vélo trial 20 pouces
- 2015 Vallnord
  -  Championne du monde de vélo trial 20 pouces
- 2016 Val di Sole
  -  Médaillée d'argent du vélo trial 20 pouces
- 2018 Chengdu
  -  Médaillée de bronze du vélo trial 20 pouces

### Autres
- 2011
  - 3e de la coupe du monde de vélo trial
- 2014
  - 2e de la coupe du monde de vélo trial
- 2015
  - 2e de la coupe du monde de vélo trial
- 2017
  - Les Menuires (Coupe de France de Trial)